# Amstel Gold Race femminile 2022
L'Amstel Gold Race femminile 2022, ottava edizione della corsa e valevole come settima prova dell'UCI Women's World Tour 2022 categoria 1.WWT, si svolse il 10 aprile 2022 su un percorso di 128,5 km, con partenza da Valkenburg e arrivo ad Berg en Terblijt, nei Paesi Bassi. La vittoria fu appannaggio dell'italiana Marta Cavalli, la quale completò il percorso in 3h17'41", alla media di 39,002 km/h, precedendo l'olandese Demi Vollering e la tedesca Liane Lippert.
Sul traguardo di Berg en Terblijt 115 cicliste, su 139 partite da Valkenburg, portarono a termine la competizione.

## Squadre e corridori partecipanti
| N.      | Cod. | Squadra                         |
| ------- | ---- | ------------------------------- |
| 1-6     | JVW  | Team Jumbo-Visma                |
| 11-16   | SDW  | Team SD Worx                    |
| 21-26   | TFS  | Trek-Segafredo                  |
| 31-36   | CSR  | Canyon-SRAM Racing              |
| 41-46   | MOV  | Movistar Team Women             |
| 51-56   | TIB  | EF Education-Tibco-SVB          |
| 61-66   | DSM  | Team DSM                        |
| 71-76   | UAD  | UAE Team ADQ                    |
| 81-86   | LIV  | Liv Racing Xstra                |
| 91-96   | FDJ  | FDJ Nouv.-Aquitaine Futuroscope |
| 101-105 | UXT  | Uno-X Pro Cycling Team          |
| 111-116 | HPM  | Human Powered Health            |

| N.      | Cod. | Squadra                       |
| ------- | ---- | ----------------------------- |
| 121-126 | CGS  | Roland Cogeas Edelweiss Squad |
| 131-136 | BEX  | Team BikeExchange-Jayco       |
| 141-146 | GKT  | GT Krush Tunap Pro Cycling    |
| 151-156 | LEW  | Le Col-Wahoo                  |
| 161-166 | PHV  | Parkhotel Valkenburg          |
| 171-176 | VAL  | Valcar-Travel & Service       |
| 181-186 | BCV  | Bingoal Casino-Chevalmeire    |
| 191-196 | WNT  | Ceratizit-WNT Pro Cycling     |
| 201-206 | NXG  | AG Insurance-NXTG Team        |
| 211-216 | PLP  | Plantur-Pura                  |
| 221-226 | ASC  | Andy Schleck-CP NVST          |
| 231-236 | HPU  | Team Coop-Hitec Products      |

## Ordine d'arrivo (Top 10)
| Pos. | Corridore            | Squadra  | Tempo    |
| ---- | -------------------- | -------- | -------- |
| 1    | Marta Cavalli        | FDJ      | 3h17'41" |
| 2    | Demi Vollering       | SD Worx  | a 4"     |
| 3    | Liane Lippert        | DSM      | s.t.     |
| 4    | Annemiek van Vleuten | Movistar | s.t.     |
| 5    | Katarzyna Niewiadoma | Canyon   | s.t.     |
| 6    | Mavi García          | UAE      | s.t.     |
| 7    | Ashleigh Moolman     | SD Worx  | a 7"     |
| 8    | Elisa Balsamo        | Trek     | a 9"     |
| 9    | Coryn Labecki        | Jumbo    | s.t.     |
| 10   | Sofia Bertizzolo     | UAE      | s.t.     |